# Gambiafloden
Gambia, engelska: Gambia River, är en 1 100 km  till 1 300 km lång flod (uppgifterna varierar)  i Västafrika. Den flyter med ett vindlande lopp från Fouta Djallon-platån i norra Guinea genom Senegal och landet Gambia där floden når Atlanten vid Banjul. Floden har gröpt ur en sandstensplatå  och i flodens mittfåra finns ett antal öar där de två största är Elefantön och Janjanbureh Island.
Floden utgör en förenande faktor för landet Gambia som består av en smal landremsa längs floden med Senegal runt om. Gränsdragningen mellan Gambia och Senegal har hämmat utvecklingen av flodens resurser, men år 1978 etablerade länderna Gambias flodutvecklingsorganisation och 1980 anslöt sig även Guinea.

## Djur- och växtliv
Längs flodens nedre lopp finns täta mangroveträsk och högre upp finns träsk och buskmark. Högre upp på flodbankarna finns gräsmarker. Vild oljepalm växer i dalen. Floden och dess bankar  är en gynnsam miljö för insekter, fåglar och andra djur. I träsken förökar sig myggor och tsetseflugor och i floden finns fiskar, flodhästar och krokodiler. Mer än 400 fågelarter har även noterats, till exempel: kungsfiskare, gökar, svalor, hägrar och hökar.

## Sjöfart
Floden Gambia är en av Afrikas allra bästa vattenleder och Västafrikas enda flod där oceangående fartyg kan färdas. Flodens nedre lopp är Gambias helt dominerande transportled. Oceangående fartyg kan ta sig 240 km uppströms till Kuntaur. Mindre fartyg när 283 km fram till Janjanbureh och flodbåtar når Fatato 464 km uppströms. Gambias viktigaste bifloder är Sandougou och Sofianiama.

## Historia

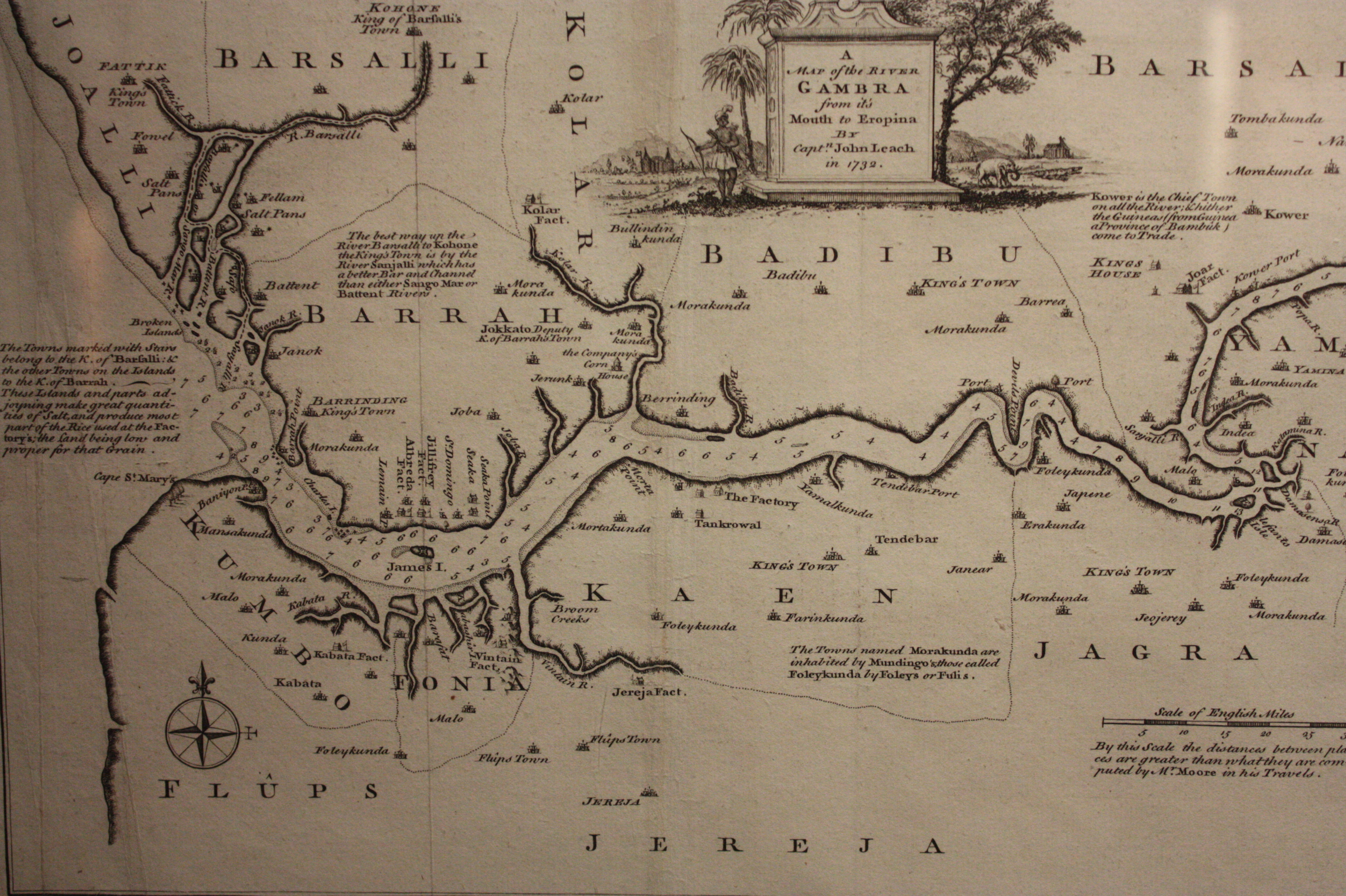
Karta över Gambrafloden (nu Gambia) från 1732.

Kort efter 500 e.Kr. blev Gambiafloden en viktig handelsväg mellan araberna i Sahara och stammarna i söder. Maliriket dominerade området på 1200-talet, och som senare ersattes av mandinkabosättningar. Västafrikanska slavhandeln tog sin början under 1600-talet när portugisiska byggnader byggdes vid floden. Runt mitten av 1600-talet hade den portugisiska kontrollen minskat på 1650-talet och engelsmän, fransmän och holländare började agera längs floden. Afrikaner fångades in och såldes som slavar under ca 150 år fram till 1807 när slavhandeln i området avskaffades.

## I litteraturen
Enligt romanen Rötter av Alex Haley gav floden Gambia en av ledtrådarna när han sökte sin amerikanska familjs rötter i Afrika. Familjen hade fört orden Kamby Bolongo från generation till generation. Haley upptäckte att bolongo betyder "rinnande vatten" eller "flod" på språket mandinka, och drog slutsatsen att orden troligen hänvisade till floden Gambia. När han reste till Juffure vid floden fann han att den muntliga traditionen där kompletterade hans egen familjs gamla historier.
I floden nära Juffure finns ön Kunta Kinteh Island (tidigare James Island) som nu är ett världsarv. Ön användes i slavhandeln mellan Afrika och USA.

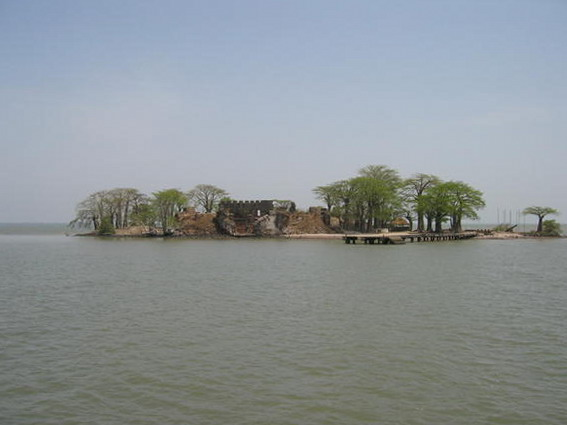
Kunta Kinteh Island
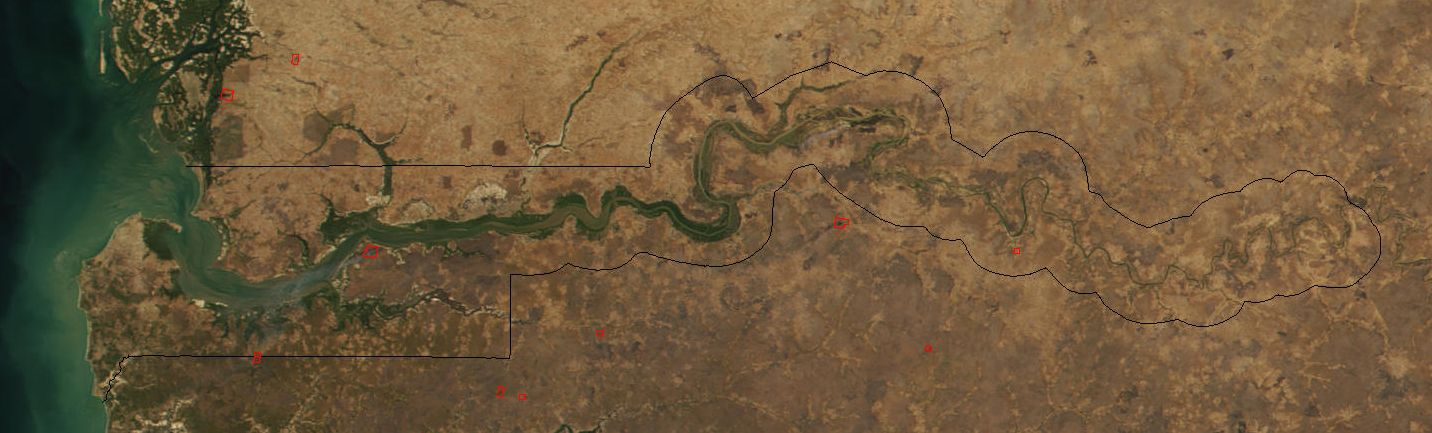
Gambiafloden
Fiske